# اسپات!
«اسپات!» (انگلیسی: Spot!) ترانه‌ای از رپر کره‌ای زیکو با همکاری خواننده کره‌ای جنی است. این ترانه به عنوان یک تک‌آهنگ دیجیتال در ۲۶ آوریل ۲۰۲۴ از طریق کاز انترتینمنت منتشر شد. «اسپات!» یک ترانه هیپ هاپ با ترانه‌سرایی و تهیه‌کنندگی زیکو، اون هی یونگ و نو آیدنتتی است و در مورد برخورد اتفاقی بین دو دوست در یک پارتی آخر شب است. یک موزیک ویدئو همزمان با این ترانه منتشر شد.

## جدول‌های موسیقی
| جدول (۲۰۲۴)                                  | بهترین جایگاه |
| -------------------------------------------- | ------------- |
| ترانه‌های دیجیتال استرالیا (ای‌آرآی‌ای)         | ۳۶            |
| هیت‌سیکرز استرالیا (ای‌آرآی‌ای)                 | ۶             |
| ترانه‌های کره‌ای چینی (تی‌ام‌ئی)                 | ۵             |
| ۲۰۰ آهنگ جهانی (بیلبورد)                     | ۲۴            |
| هنگ کنگ (بیلبورد)                            | ۲             |
| اندونزی (بیلبورد)                            | ۱۲            |
| ژاپن (۱۰۰ آهنگ داغ ژاپن)                     | ۶۹            |
| هیت‌سیکرز ژاپن (بیلبورد ژاپن)                 | ۳             |
| مالزی (بیلبورد)                              | ۸             |
| مالزی بین‌المللی (آرآی‌ام)                     | ۶             |
| تک‌آهنگ‌های داغ نیوزیلند (آرام‌ان‌زی)            | ۵             |
| سنگاپور (آرآی‌ای‌اس)                           | ۵             |
| کره جنوبی (گائون)                            | ۱             |
| تایوان (بیلبورد)                             | ۲             |
| دانلود تک‌آهنگ‌های بریتانیا (اوسی‌سی)           | ۴۴            |
| فروش تک‌اهنگ‌های بریتانیا (اوسی‌سی)             | ۵۱            |
| فروش ترانه‌های دیجیتال جهانی آمریکا (بیلبورد) | ۱             |

| جدول (۲۰۲۴)       | جایگاه |
| ----------------- | ------ |
| کره جنوبی (گائون) | ۱      |

## تاریخچه انتشار
| منطقه | تاریخ         | فرمت                  | ناشر | منابع  |
| ----- | ------------- | --------------------- | ---- | ------ |
| مختلف | ۲۶ آوریل ۲۰۲۴ | دانلود دیجیتال استریم | کاز  | [ ۱۸ ] |